# Thimphu (huyện)
Huyện Thimphu (tiếng Dzongkha: ཐིམ་ཕུ་རྫོང་ཁག་; Wylie: Thim-phu rdzong-khag) là một dzongkhag (huyện) của Bhutan. Thimphu, huyện lỵ, cũng là thủ đô của Bhutan và là thành phố lớn nhất trong cả vương quốc.

## Ngôn ngữ
Ngôn ngữ chính trong toàn huyện là tiếng Dzongkha, tuy ở thủ đô, hầu hết ngôn ngữ của Bhutan đều hiện diện.

## Phân cấp hành chính
Huyện Thimphu được chia thành tám gewog và một thành phố (Thimphu):
- Chang Gewog
- Dagala Gewog
- Genyekha Gewog
- Kawang Gewog
- Lingzhi Gewog
- Mewang Gewog
- Naro Gewog
- Soe Gewog

Lingzhi, Soe và Naro thuộc Dungkhag Lingzhi, phân huyện duy nhất của huyện Thimpu. Các gewog còn lại không thuộc phân huyện nào cả.

## Môi trường
Nửa bắc huyện Thimphu (các gewog Kawang, Lingzhi, Naro và Soe) là khu vực bảo vệ môi trường, nằm trong vườn quốc gia Jigme Dorji.

Thimphu (huyện)
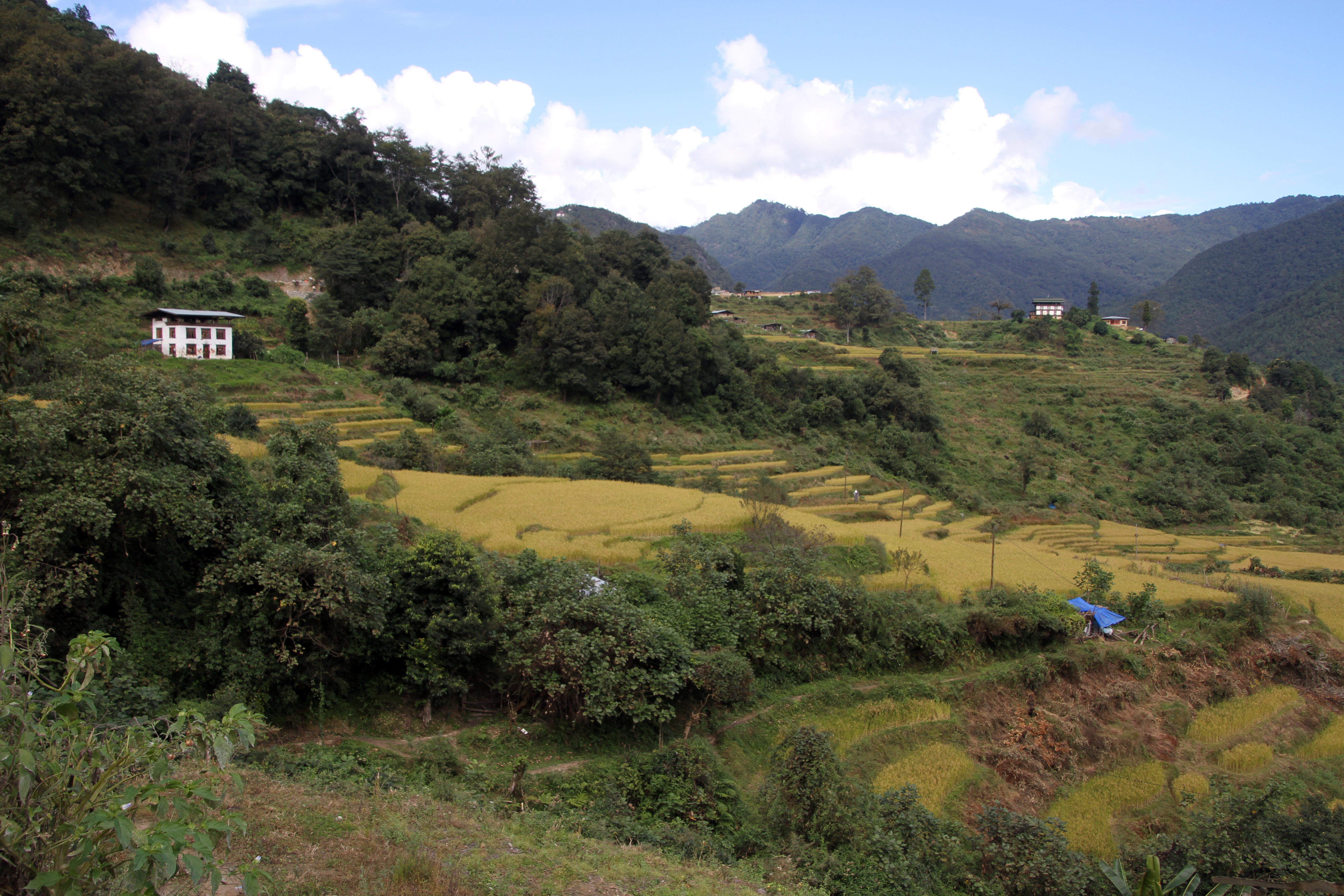
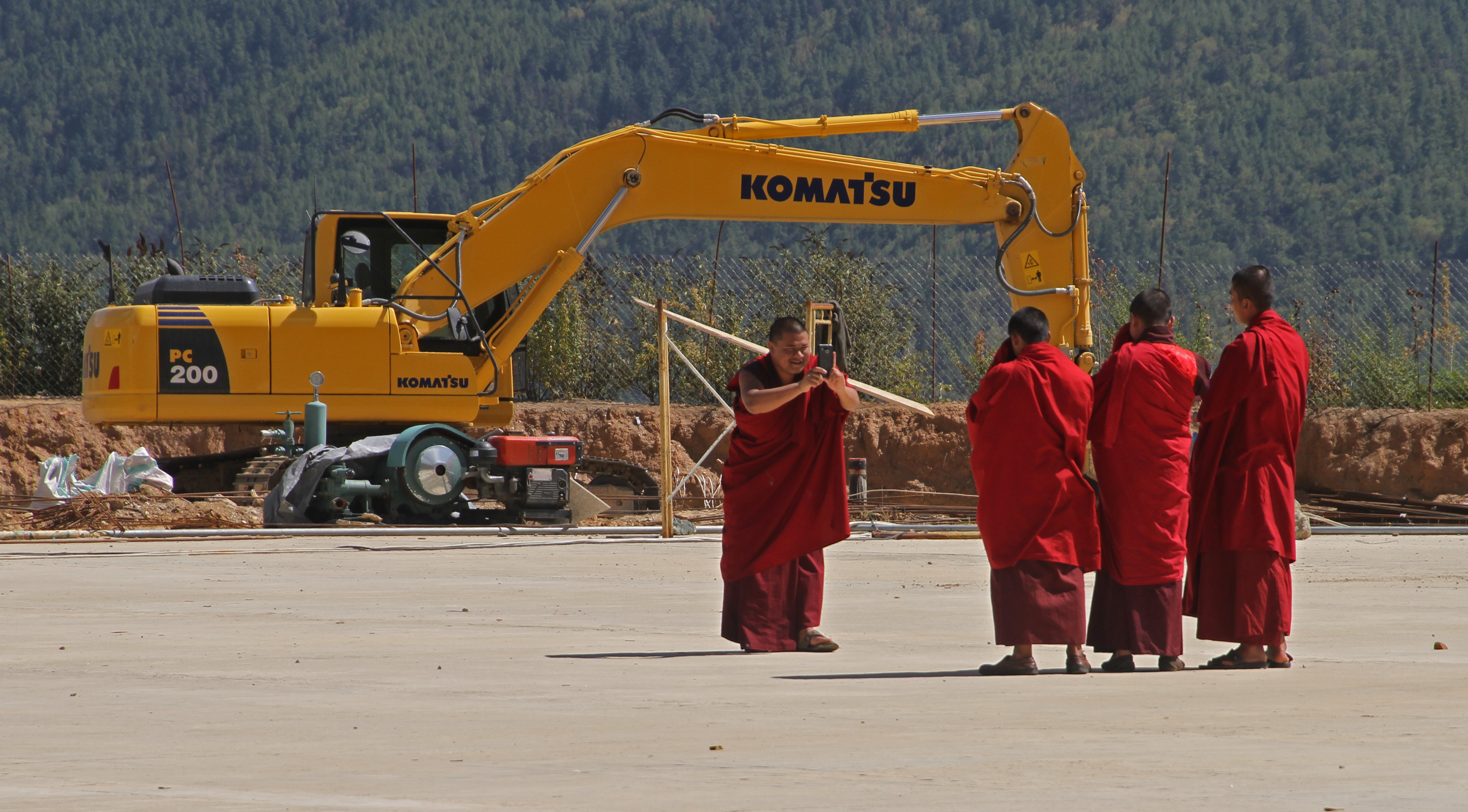
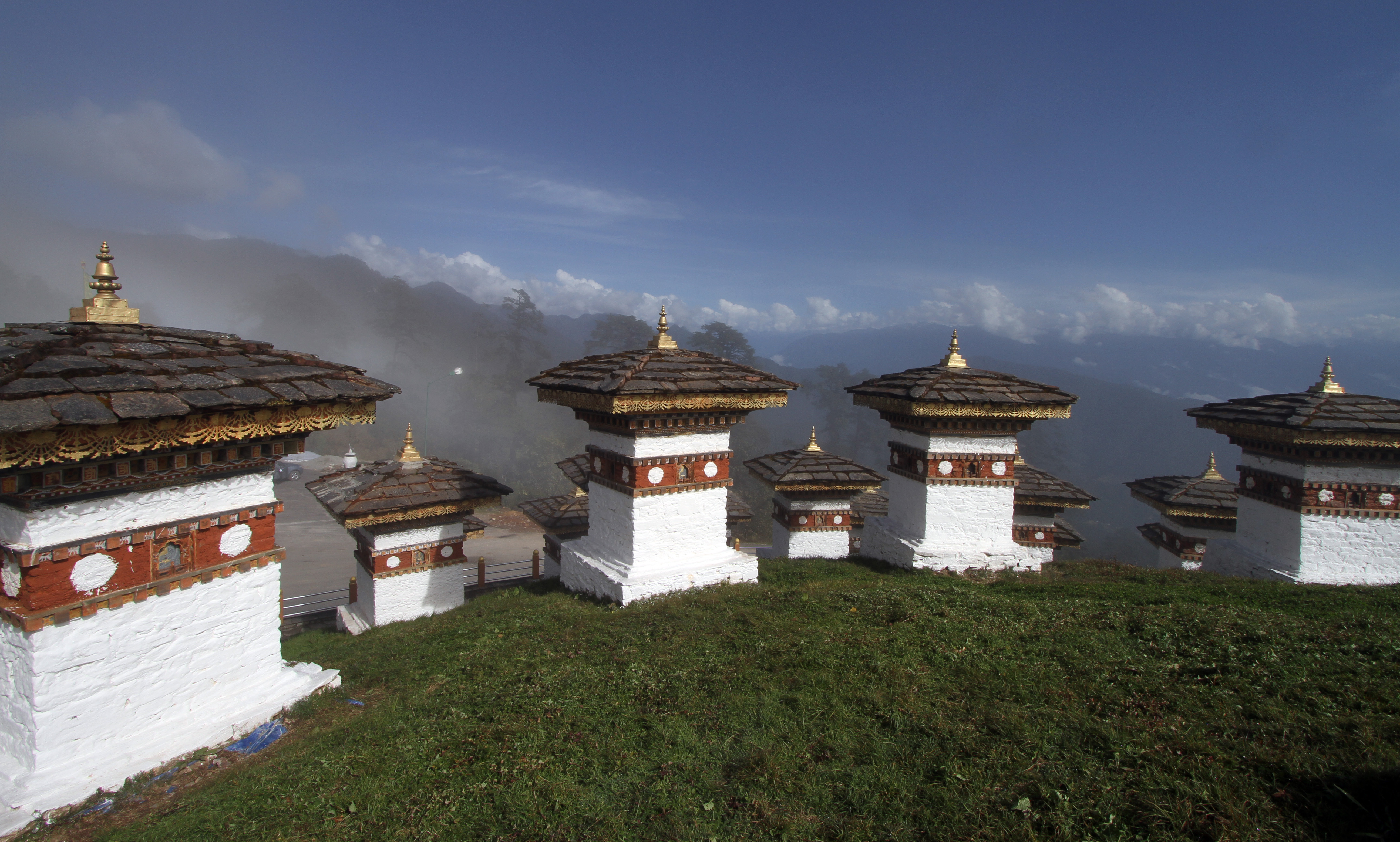
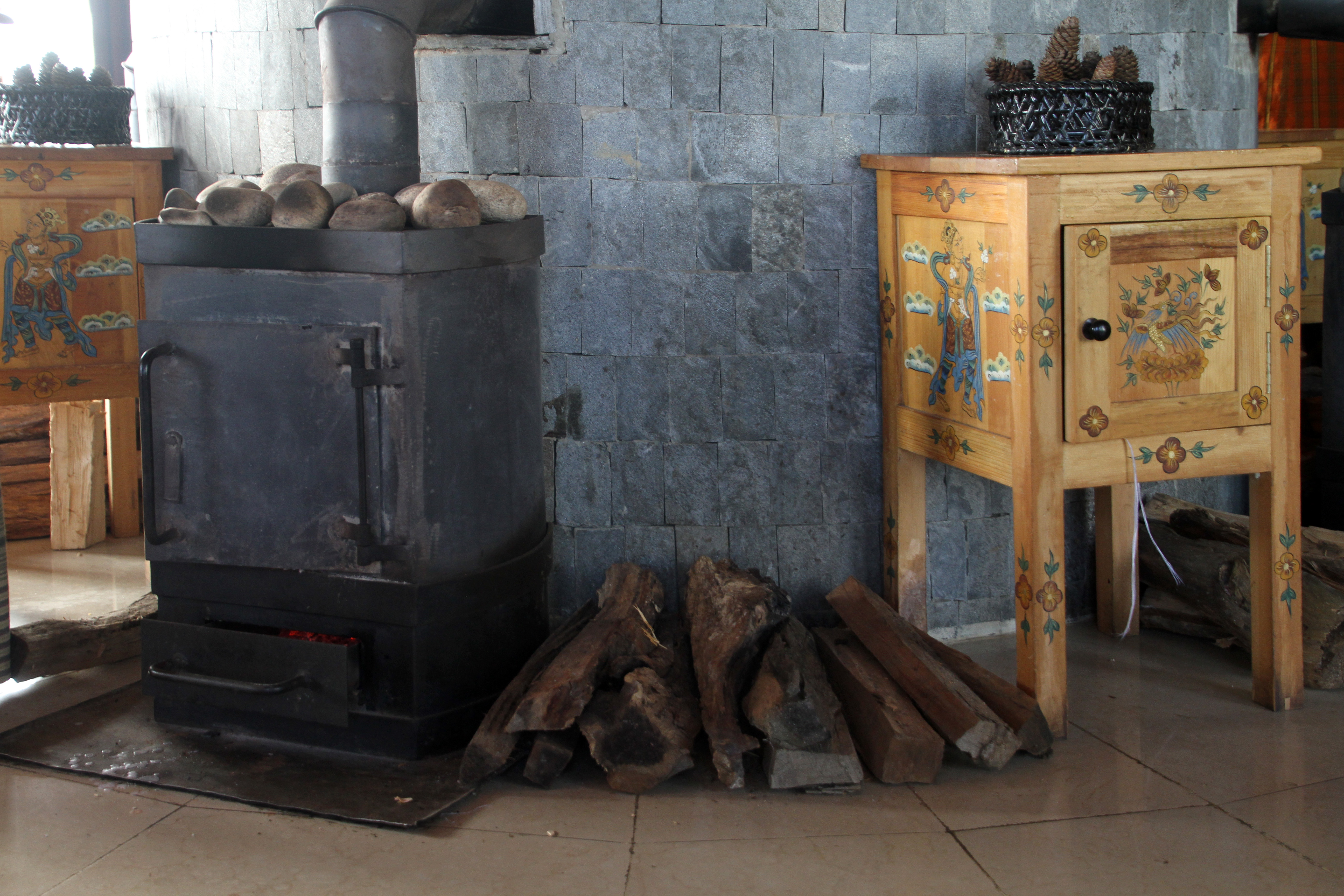
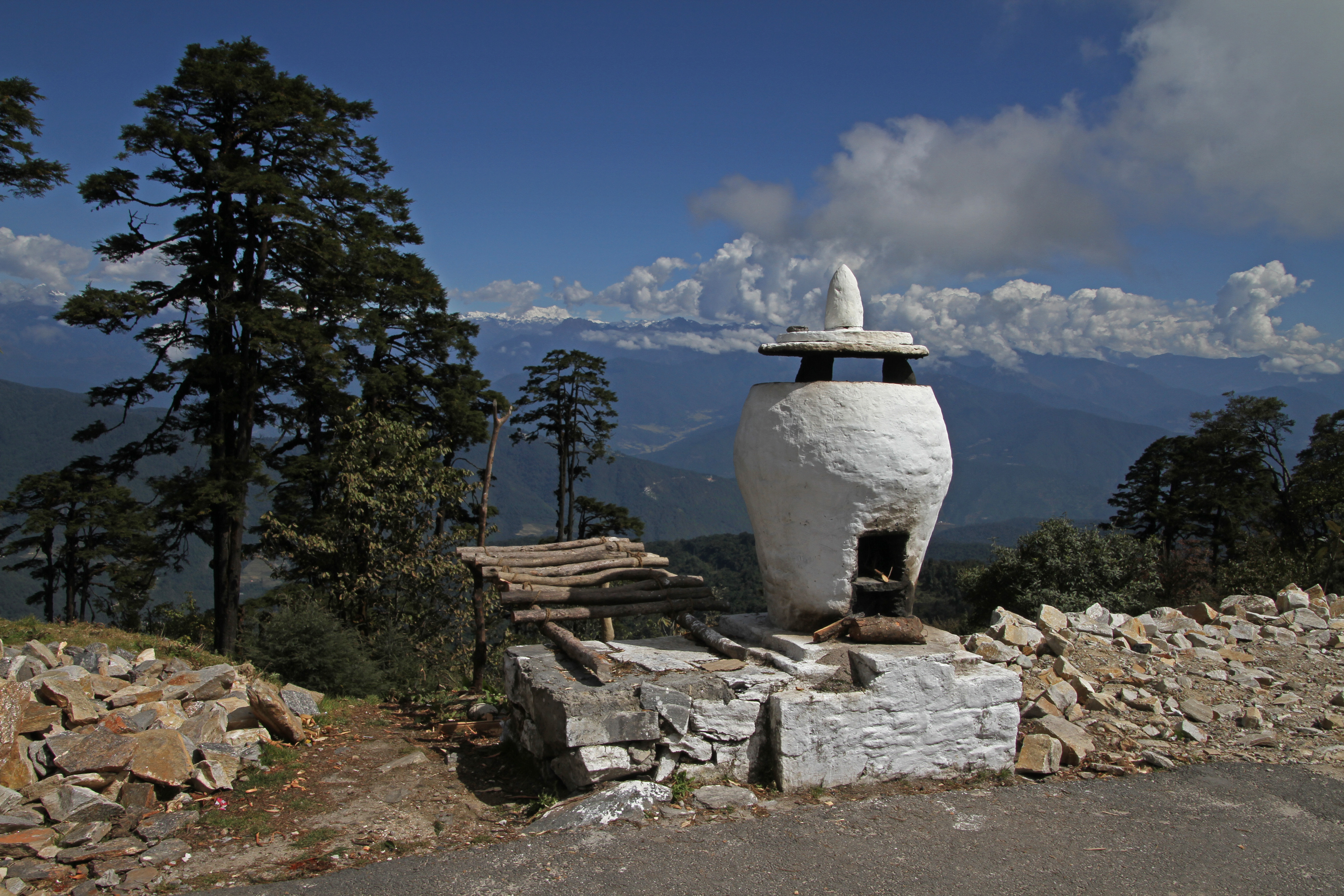

- Tập tin:Tập
- Tập tin:Tập